# Patrick Ky
 (juillet 2020).
Patrick Ky, né le 6 octobre 1967 à Antony, est un fonctionnaire français. Il a été le directeur exécutif de l'Agence européenne de la sécurité aérienne (AESA) entre le 1er septembre 2013 et le 31 août 2023.
Diplômé de l'École polytechnique (1986) et de l'École nationale de l'aviation civile (1989), il dirigeait auparavant l'entreprise commune SESAR.
Il a succédé à Patrick Goudou à la tête de l'AESA. Il a été reconduit dans ses fonctions en 2018 pour un nouveau mandat de 5 ans, jusqu'en 2023.